# Derek Sherinian
Derek Sherinian (* 25. srpna 1966 Laguna Beach, Kalifornie, USA) je americký rockový klávesista. V letech 1994–1999 byl členem kapely Dream Theater. Po odchodu ze skupiny založil spolu s bubeníkem Virgilem Donatim skupinu Planet X, se kterou v různých obdobích vystupovali například Dave LaRue, Tony MacAlpine nebo Alex Machacek. V letech 2009–2013 byl spolu s Glennem Hughesem, Joe Bonamassou a Jasonem Bonhamem členem superskupiny Black Country Communion, se kterou nahrál tři studiová alba. Rovněž vydal řadu sólových alb a spolupracoval s dalšími hudebníky, mezi které patří Billy Idol, Kiss, Yngwie Malmsteen nebo Alice Cooper.